# Valle Sacra
La Val Sacra è una breve vallata alpina situata nelle Alpi Graie in provincia di Torino. 
Il suo nome deriva dai numerosi edifici di culto (chiese, cappelle e santuari) presenti nella zona, alcuni dei quali molto antichi.
La locale comunità montana (Comunità Montana Valle Sacra) è stata unificata alla Comunità Montana Val Chiusella e a quella della Dora Baltea Canavesana andando a formare la Comunità Montana Valchiusella, Valle Sacra e Dora Baltea Canavesana.

## Geografia
La valle è bagnata dal Torrente Piova, tributario dell'Orco nel quale confluisce - ormai in pianura - al confine tra Cuorgnè e Castellamonte.
Confina a ovest con la Val Soana (tributaria della Valle dell'Orco), a nord e a est con la Val Savenca (tributaria della Val Chiusella) e a sud con la pianura canavesana.

### Monti principali
La valle è contornata dalle seguenti montagne (in senso orario):
- Punta Quinseina - 2.344 m
- Punta di Verzel - 2.406 m
- Monte Calvo - 1.357 m
- Bric Filia - 762 m

### Centri principali
- Borgiallo
- Castellamonte
- Castelnuovo Nigra,
- Chiesanuova
- Cintano
- Colleretto Castelnuovo

## Attività economiche
La parte bassa della valle, centrata su Castellamonte, è nota per la produzione di pregiati oggetti in ceramica, in particolare stufe.
Dalla vallata aveva preso il nome la Latteria Sociale Valle Sacra, che raccoglieva il latte degli allevamenti della zona producendo latte, burro, ricotta e formaggi, freschi o stagionati. Fondata nel 1958, aveva sede a Borgiallo. Ha cessato le attività nel 2012.

## Escursionismo

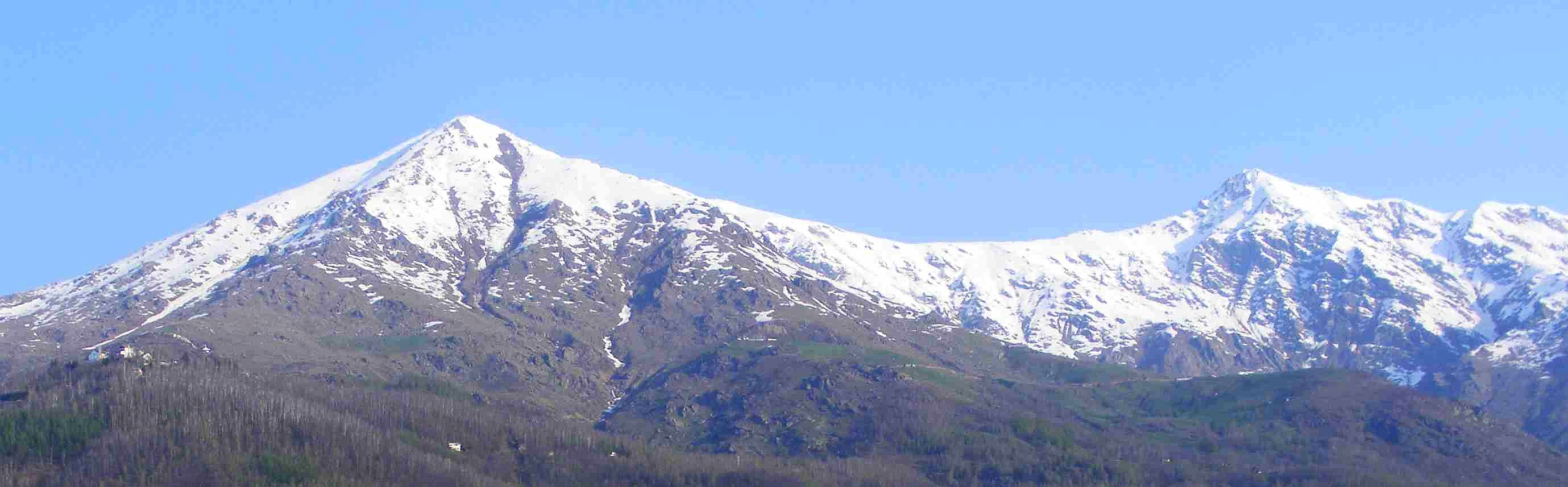
La Quinseina (a sinistra) e la Punta di Verzel viste da Cintano

La parte alta della valle è percorsa da numerosi sentieri e itinerari per mountain bike e trekking, la cui mappatura e segnalazione sono curate dalla locale comunità montana.
Non lontano dalla Punta di Verzel si trova il piccolo rifugio Fornetto, che può servire da punto di appoggio per la salita alla cima.